# Ayodélé Ikuesan
 (juin 2022).
Si vous disposez d'ouvrages ou d'articles de référence ou si vous connaissez des sites web de qualité traitant du thème abordé ici, merci de compléter l'article en donnant les références utiles à sa vérifiabilité et en les liant à la section « Notes et références ».
Ayodele Ikuesan (née le 15 mai 1985 à Paris) est une athlète française, spécialiste du sprint, et femme politique.
Elle est adjointe au maire du 18e arrondissement de Paris depuis juin 2020, chargée de la santé et de la réduction des risques.

## Biographie

### Carrière sportive
Ayodele Ikuesan grandit dans le 18e arrondissement de Paris, dans une famille d'origine nigérianne. Son père jouait au foot, et sa mère faisait de l’athlétisme. 
Elle fait ses débuts à l'âge de 12 ans au club Championnet Sports, puis passe durant sa carrière par d'autres clubs : le Stade français (2002 - 2007), le Lagardère Paris Racing (2008 - 2010), l'Ea Chambéry (2011), le Clermont Athlétisme Auvergne (2012 - 2013), le AA Pays de France athlé 95 (2014-2017), puis le Paris UC en 2018 pour la dernière année de sa carrière. Depuis 2023, elle est de nouveau licenciée au club de ses débuts, le Championnet Sports.
En 2003, elle fait ses débuts en équipe de France à l'occasion du 100 m des championnats d'Europe juniors à Tampere, dont elle ne passe pas le cap des séries. L'année suivante, c'est pour les championnats du monde juniors à Grosseto qu'elle est sélectionnée, mais échoue une nouvelle fois au stade des séries.
En 2005, elle devient championne d'Europe junior du relais 4 x 100 m à Erfurt, aux côtés de Natacha Vouaux, Lina Jacques-Sébastien et Aurélie Kamga, devant l'Allemagne et l'Italie. Deux ans plus tard, lors de la même compétition, cette fois à Debrecen, le relais français ne finit que 6e.
En 2008, Ayodele Ikuesan porte son record personnel à 11 s 48 (+ 1,5 m/s) lors des séries des championnats de France d'Albi et remporte la médaille de bronze en finale en 11 s 52. Sa performance lui permet d'être retenue pour le relais 4 x 100 m français pour les Jeux olympiques de Pékin. Dans la capitale chinoise, Ikuesan n'est pas alignée en séries, et le relais français manque sa course et est disqualifié, échouant à atteindre la finale.
En 2009, elle remporte le titre de championne de France élite du 60 m en salle à Liévin avec un chrono de 7 s 32, record personnel, et est sélectionnée pour la première fois en individuel dans un championnat sénior à l'occasion des championnats d'Europe en salle de Turin, où elle atteint les demi-finales et finit 7e de sa course.
La même année elle obtient le bronze sur 100 m aux Jeux méditerranéens de Pescara, ainsi que l'or avec le relais français sur 4 × 100 m.
En 2011, elle égale son record personnel du 60 m en 7 s 32, pour décrocher la médaille de bronze des championnats de France en salle, dans une course remportée par Myriam Soumaré en 7 s 19.
En plein air, aux championnats de France d'Albi, elle termine 6e de la course en portant son record à 11 s 34 (+ 1,4 m/s). Elle est sélectionnée pour ses premiers championnats du monde, à Daegu, pour le relais 4 × 100 m, mais ne court ni les séries, ni la finale, à laquelle la France termine au pied du podium.
En 2012, elle bat deux fois son record du 60 m, en 7 s 31 puis 7 s 30. Le 1er juillet 2012, elle termine avec le relais 4 x 100 m au pied du podium des championnats d'Europe d'Helsinki, en 43 s 44, devancée par l'Allemagne (42 s 51), les Pays-Bas (42 s 80) et la Pologne (43 s 06).
Début août, elle participe à ses deuxièmes Jeux olympiques, à Londres, où elle court en séries du relais 4 × 100 m. Malheureusement, le relais français est une nouvelle fois disqualifié, et ne peut se qualifier pour la finale.
En 2013, elle termine 3e de la finale du 100 m des championnats de France à Paris en 11 s 34, record personnel égalé. Elle s'incline derrière Myriam Soumaré (11 s 30) et Céline Distel-Bonnet (11 s 32). Les trois athlètes sont sélectionnées ensemble pour le relais 4 x 100 m aux championnats du monde de Moscou, en compagnie de la nouvelle championne d'Europe juniore Stella Akakpo.
Le 18 août 2013, en séries des championnats du monde dans la capitale russe, le relais français réalise 42 s 25, son meilleur temps depuis 2003. Lors de la finale, les Françaises remportent à la surprise générale la médaille d'argent, en 42 s 73, derrière l'équipe de Jamaïque (41 s 29) et devant les États-Unis (42 s 75), et sont alors en l'espace d'un instant vice-championnes du monde. Elles remportent la première médaille dans un championnat international depuis 2004, et la médaille de bronze aux Jeux olympiques d'Athènes. Mais quatre heures après le podium, où a eu lieu la remise de médailles, les Françaises se voient être disqualifiées pour passage hors-zone entre Ayodele Ikuesan et Myriam Soumaré, après réclamation des américaines, 3e, et des britanniques, 4e.
En fin de saison, elle décroche la médaille d'or du 100 m en 11 s 72 aux Jeux de la Francophonie de Nice.
En 2014, lors du pré-programme de la Ligue de diamant à Lausanne, elle porte son record personnel à 11 s 32 (- 0,1 m/s), qu'elle améliore neuf jours plus tard en séries des championnats de France à Reims en 11 s 29 (+ 1,1 m/s). En finale, Ayodele Ikuesan remporte la médaille d'argent en 11 s 16, derrière Myriam Soumaré (11 s 08), mais avec un vent légèrement trop favorable (+ 2,1 m/s) pour homologuer la performance comme nouveau record personnel.
Ses récents bons résultats lui valent une sélection sur pour le 100 m et le 4 x 100 m aux championnats d'Europe de Zurich. En Suisse, la Française atteint la finale en se qualifiant au temps lors des demi-finales, en 11 s 22 (vent nul), un nouveau record personnel. Qualifiée en compagnie des deux autres françaises, Myriam Soumaré et Céline Distel-Bonnet, elle termine 8e de la finale en 11 s 54. En fin de compétition, avec le relais 4 × 100 m, elle devient vice-championne d'Europe de la distance en 42 s 45, derrière le Royaume-Uni, et repart ainsi avec une médaille d'argent.
Lors de la saison hivernale 2015, elle améliore son record sur 60 m en 7 s 28.
En 2017, elle participe aux championnats du monde de Londres avec le relais 4 × 100 m. Les Françaises terminent 9e des séries en 42 s 92, le meilleur chrono depuis 2014, mais échoue à une place et à un centième de la finale mondiale.
En 2018, à 33 ans, Ayodele Ikuesan met fin à sa carrière sportive. Elle termine 7e des championnats de France d'Albi avec son meilleur temps de la saison (11 s 54), puis conclut sa dernière course le 25 juillet à Castres, en 11 s 65.
En 2023, elle annonce retourner à l'entraînement, en vue d'une qualification avec le relais français pour les Jeux olympiques de Paris 2024.

### Engagement sportif et politique
Depuis 2017, Ayodele Ikuesan siège à la Commission des athlètes au Comité national olympique et sportif français.
En 2020, elle est nommée adjointe au maire du 18e arrondissement de Paris chargée de la Santé et de la Réduction des risques.
En 2021, elle est désignée au sein du collège de l'Agence française de lutte contre le dopage (AFLD) pour un mandat de six ans.
Elle se présente aux élections législatives de 2022 dans la troisième circonscription de Paris, en tant que candidate indépendante, soutenue par Christiane Taubira, Daniel Vaillant et Annick Lepetit. Elle obtient 1625 voix (4,11 % des suffrages exprimés).

### Vie privée
Ayodélé Ikuesan possède un master ESC de l'école de commerce Kedge Business School. Elle travaille comme consultante dans la conduite du changement et coach Agile chez Talan.
Elle est mère de deux enfants.

## Palmarès
| Date | Compétition                       | Lieu      | Résultat | Épreuve   | Temps   |
| ---- | --------------------------------- | --------- | -------- | --------- | ------- |
| 2005 | Championnats d'Europe espoirs     | Erfurt    | 1re      | 4 x 100 m | 44 s 22 |
| 2007 | Championnats d'Europe espoirs     | Debrecen  | 6e       | 4 x 100 m | 44 s 34 |
| 2009 | Jeux méditerranéens               | Pescara   | 3e       | 100 m     | 11 s 55 |
| 2009 | Jeux méditerranéens               | Pescara   | 1re      | 4 × 100 m | 43 s 79 |
| 2009 | Universiade                       | Belgrade  | 7e       | 100 m     | 11 s 70 |
| 2009 | Universiade                       | Belgrade  | 3e       | 4 × 100 m | 44 s 31 |
| 2009 | Jeux de la Francophonie           | Beyrouth  | 2e       | 4 × 100 m | 45 s 19 |
| 2012 | Championnats d'Europe             | Helsinki  | 4e       | 4 x 100 m | 43 s 44 |
| 2013 | Championnats du monde             | Moscou    | 2e       | 4 × 100 m | DSQ     |
| 2013 | Jeux de la Francophonie           | Nice      | 1re      | 100 m     | 11 s 72 |
| 2013 | Jeux de la Francophonie           | Nice      | 3e       | 4 × 100 m | 45 s 03 |
| 2014 | Championnats d'Europe par équipes | Brunswick | 1re      | 4 × 100 m | 43 s 19 |
| 2014 | Championnats d'Europe             | Zurich    | 8e       | 100 m     | 11 s 54 |
| 2014 | Championnats d'Europe             | Zurich    | 2e       | 4 × 100 m | 42 s 45 |
| 2017 | Championnats du monde             | Londres   | 9e       | 4 × 100 m | 42 s 92 |

## Records
| Épreuve   | Temps             | Lieu     | Date            |
| --------- | ----------------- | -------- | --------------- |
| 60 m      | 7 s 28            | Eaubonne | 10 février 2015 |
| 100 m     | 11 s 22 (0,0 m/s) | Zurich   | 13 août 2014    |
| 4 x 100 m | 42 s 25           | Moscou   | 18 août 2013    |

## Résultats électoraux

### Élections législatives
| Année | Parti | Parti | Circonscription | 1er tour | 1er tour | 1er tour |
| Année | Parti | Parti | Circonscription | Voix     | %        | Rang     |
| ----- | ----- | ----- | --------------- | -------- | -------- | -------- |
| 2022  |       | DVG   | 3e de Paris     | 1 625    | 4,11     | 5e       |